# Кобатовци
Кобатовци — населенный пункт в общине Лакташи, которая принадлежит энтитету Республике Сербской, Босния и Герцеговина. По результатам югославской переписи населения 1991 года в Кобатовцах проживало 843 человека.

## Население
| 1961                           | 1971 | 1981 | 1991 | - | - | - |
| ------------------------------ | ---- | ---- | ---- | - | - | - |
| 648                            | 665  | 809  | 843  | - | - | - |
| Гистограмма динамики населения |      |      |      |   |   |   |

### Национальный состав
1971 год:
- Сербы — 633
- Хорваты — 18
- Югославы — 5
- Другие — 8
- Мусульмане — 1

1981 год:
- Сербы — 719
- Хорваты — 19
- Югославы — 54
- Другие — 16
- Мусульмане — 1

1991 год:
- Сербы — 774
- Хорваты — 17
- Югославы — 33
- Другие — 19